# Sue Hendrickson
Susan «Sue» Hendrickson (Chicago, 2 de diciembre de 1949) es una paleontóloga y arqueóloga estadounidense, conocida por el descubrimiento del fósil más grande y completo jamás encontrado de Tyrannosaurus rex.

## Biografía

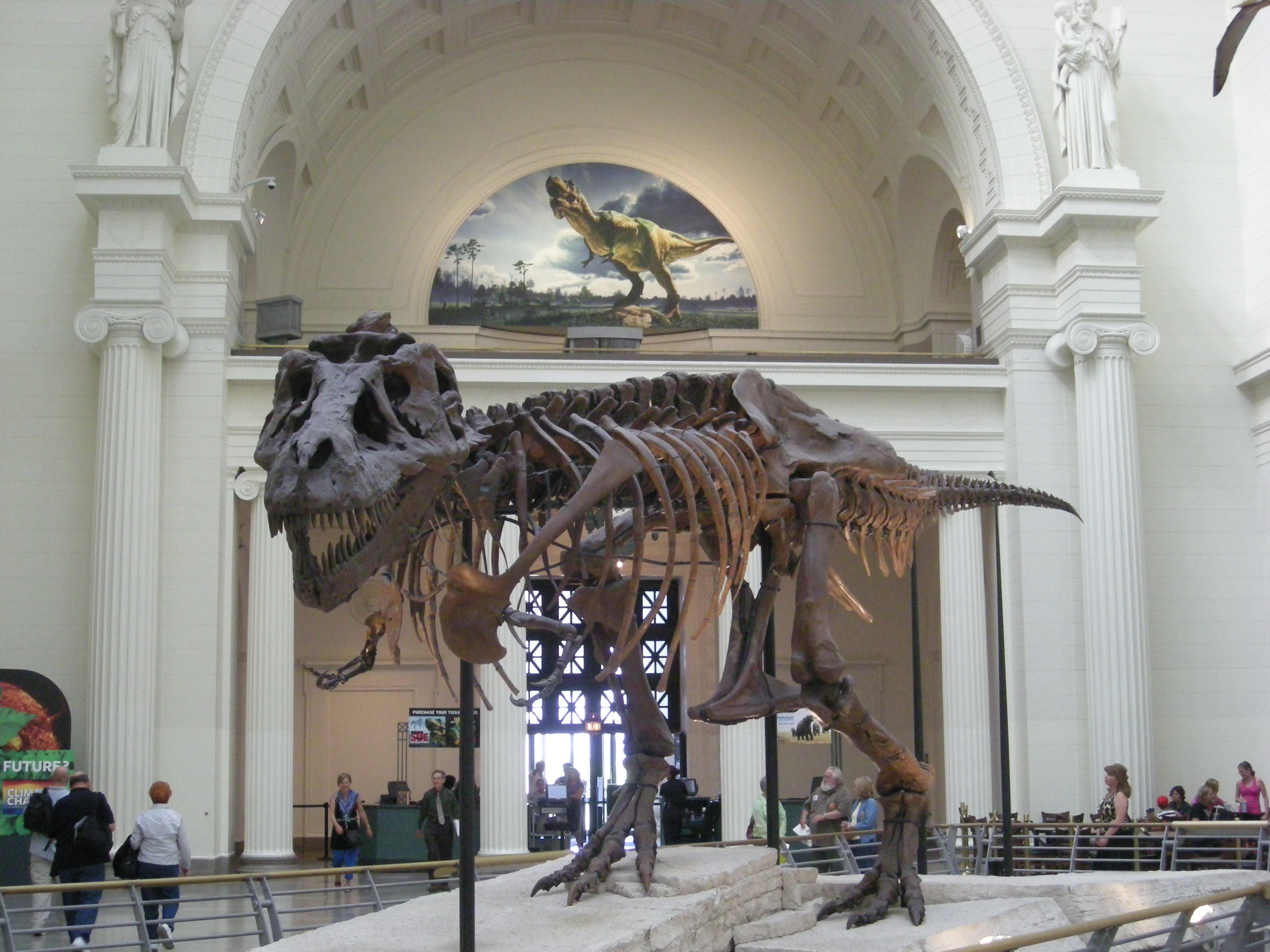
Sue, fósil de Tyrannosaurus rex descubierto por Sue Hendrickson, expuesto en el Museo Field de Historia Natural.

Nació en Chicago, Illinois, el 2 de diciembre de 1949, pero creció en Munster, Indiana. Debido al aburrimiento que le producían los estudios, abandonó estos a la edad de 17 años. Empezó a dedicarse profesionalmente al buceo en el año 1971, realizando entre otras cosas trabajos de arqueología subacuática. Formó parte del equipo que rescató cerámica china del galeón español San Diego, hundido frente a las costas de Filipinas.
Entre sus hallazgos paleontológicos se encuentran fósiles de cetáceos en el Desierto costero del Perú y restos de insectos conservados en ámbar de 24 Ma de edad en la República Dominicana.  En el verano de 1990 descubrió un esqueleto fósil de T. rex en Dakota del Sur que fue excavado en 17 días por un equipo de seis personas. Este fósil es el más grande y completo ejemplar de esa especie que se ha encontrado. Se encuentra expuesto en el Museo Field de Historia Natural y recibe el nombre de Sue en homenaje a su descubridora.

## Obra
- Hunt for the Past: My Life as an Explorer (2001, autobiografía)